# Walter Chiari
Walter Chiari, pseudonimo di Walter Michele Armando Annicchiarico (Verona, 8 marzo 1924 – Milano, 20 dicembre 1991), è stato un attore, comico, cabarettista e conduttore televisivo italiano.
Attore teatrale, cinematografico e televisivo, è stato uno dei più noti comici dello spettacolo italiano. Esponente di spicco della commedia all'italiana, grande mattatore sul piccolo schermo, è stato uno dei protagonisti del varietà televisivo dagli albori fino alla fine degli anni sessanta.

## Biografia

### Origini e giovinezza
Nacque a Verona, in via Quattro Spade 18, da una famiglia di origini pugliesi; il padre, Carmelo Annicchiarico, era brigadiere di Pubblica sicurezza ed originario di Grottaglie; la madre, Vincenza Tedesco, di Andria, era maestra elementare. Trascorse l'infanzia con la famiglia prima a Verona e poi, da quando aveva nove anni, a Milano. Il suo primo impiego fu come magazziniere all'Isotta Fraschini; in quel periodo iniziò a praticare il pugilato, diventando campione lombardo della categoria pesi piuma nel 1939; fu anche un buon giocatore di tennis e campione lombardo anche nel gioco delle bocce, sport che abbandonò in seguito alle fratture alle mani causate dal pugilato; praticò anche il nuoto a livello agonistico, vincendo i campionati promossi dalla GIL nei 100 metri stile libero.
Abbandonati gli studi, trovò lavoro in una ditta come radiotecnico, ma fu subito licenziato per aver distrutto tre valvole nel tentativo di riparare un apparecchio. Fu assunto in una banca, ma di nuovo licenziato perché scoperto da un superiore mentre imitava Adolf Hitler in piedi sulla scrivania; chiamato il capo ufficio e invitato a ripetere lo sketch in sua presenza, veniva dallo stesso prima applaudito e, quindi, allontanato, nonché invitato a perseguire una carriera teatrale; egli stesso raccontò l'episodio nel film documentario Storia di un altro italiano (realizzato con Tatti Sanguineti). Passò quindi a svolgere la professione di giornalista, ma non riuscì neanche in questo campo, per cui si mise a fare il caricaturista. Decise a questo punto di riprendere gli studi, conseguendo il diploma di maturità scientifica. Mentre stava per iscriversi all'università, con l'armistizio dell'8 settembre 1943, fu sfollato da Milano ad Andria insieme alla madre e al fratello maggiore, a seguito dei bombardamenti. Vi restarono solo per qualche mese, ritornando a Milano per evitare di stare lontani dal padre.
Arruolatosi poi nella Xª Flottiglia MAS, collaborò al suo settimanale, L'Orizzonte, come autore di vignette umoristiche. Con Ugo Tognazzi condusse anche programmi dai microfoni di Radio Fante, emittente milanese per le truppe della RSI. Una sera del gennaio 1944 si trovava con amici al teatro Olimpia di Milano e durante un concorso per dilettanti si esibì con due "numeri" che con gli amici riscuotevano sempre successo: l'imitazione di Hitler e la macchietta del balbuziente che cerca di ordinare una granita in un bar, numeri che lo resero molto popolare e ricordato negli anni.
Fu poi aggregato alla Wehrmacht (particolare emerso solo dopo la sua morte) e inviato nella squadra antiaerea tedesca impegnata nel nord della Francia in Normandia, dove venne leggermente ferito nei combattimenti durante il D-DAY. Catturato, fu tradotto nel campo prigionieri alleato di Coltano insieme ad altri futuri personaggi noti, tra cui Raimondo Vianello, Dario Fo, Enrico Maria Salerno e l’olimpionico Giuseppe Dordoni, il giornalista Enrico Ameri, l’orientalista Pio Filippani Ronconi, Ezio Maria Gray, Vincenzo Costa e il futuro ministro Mirko Tremaglia.
Nel 1946, liberato, tornò da sfollato a Corbetta, in provincia di Milano.

### Gli esordi nel dopoguerra e gli anni cinquanta e sessanta

Walter Chiari e Marisa Maresca nella passerella finale dello spettacolo

Mentre era ancora magazziniere all'Isotta Fraschini, una sera si trovava al Teatro Olimpia di Milano e mancava il capocomico. Entrato in scena, il successo fu tale che Marisa Maresca decise di scritturarlo. Fu così che nel 1946 ottenne la sua prima parte di rilievo nello spettacolo Se ti bacia Lola. 
Trasferitosi a Roma, di qui ebbe inizio una lunga carriera nel teatro di rivista dove, oltre che per la bella presenza, si fece notare per le innate capacità d'improvvisazione. 
Partecipò agli spettacoli Simpatia (1947), Allegro (1948) e Burlesco (1949) e, nel 1950, divenne primo attore in Gildo con Miriam Glori, nel 1951 in Sogno di un Walter e, nel 1952, Tutto fa Broadway. Si affermò inoltre come autore di testi nei successivi spettacoli Controcorrente (1953) di Metz, Marchesi e Chiari, e Saltimbanchi (1954) di Chiari, Silva e Terzoli.
Contemporaneamente esordì nel 1947 nel cinema con Vanità, doppiato da Gualtiero De Angelis, e vinse il Nastro d'argento; seguirono poi ruoli in film-commedia come Totò al Giro d'Italia (1948) e I cadetti di Guascogna (1950). Nel 1951 Luchino Visconti gli offrì il ruolo del giovanotto cialtrone e dongiovanni, in Bellissima. Nello stesso anno interpretò sé stesso nel film Il padrone del vapore. 

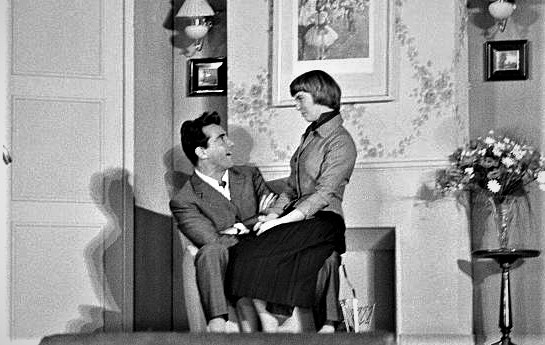
Walter Chiari e Delia Scala in Buonanotte Bettina, 1956

Continuò nel teatro, sia nella commedia musicale in coppia con Delia Scala nel 1956 con Buonanotte Bettina e nel 1958 con Il gufo e la gattina, e nel 1960 insieme a Sandra Mondaini, Ave Ninchi e Alberto Bonucci con Un mandarino per Teo, tutte di Garinei e Giovannini, ma anche nel teatro di prosa, recitando nel 1965 con Gianrico Tedeschi nella commedia Luv di Murray Schisgal e, nel 1966, con Renato Rascel ne La strana coppia di Neil Simon.
Si dedicò anche al cinema di genere, prendendo parte, tra gli altri, ai film del filone comico-giudiziario Un giorno in pretura (1953), Accadde al commissariato (1954), Accadde al penitenziario (1955).
In televisione ripropose numerosi sketch tratti dalle sue riviste, il più celebre dei quali rimane quello del Sarchiapone, trasmesso per la prima volta nel 1958 durante il programma televisivo La via del successo insieme a Carlo Campanini, sua fedele "spalla"; partecipò come ospite fisso a numerose trasmissioni: su tutte Studio Uno, con la regia di Antonello Falqui.
Oltre che come attore, divenne noto - finendo sulle prime pagine dei rotocalchi - per storie d'amore con donne famose come Elsa Martinelli, Lucia Bosè (con la quale ebbe un lungo fidanzamento), con la principessa Maria Gabriella di Savoia, con la cantante Mina, venendo descritto dalla stampa come un infaticabile dongiovanni. Nel 1957 fu scritturato per La capannina, una produzione statunitense girata a Cinecittà; qui conobbe Ava Gardner, con la quale intrecciò un chiacchierato flirt, finendo nella cronaca mondana di riviste straniere e, grazie a questa pubblicità ottenere anche un ingaggio a Broadway, dove nel 1961 interpretò oltre un centinaio di repliche della commedia musicale The Gay Life, tratta da Schnitzler. A seguito però della parodia di suo marito che Walter improvvisò al termine di una cena, la Gardner si alzò sdegnata dal tavolo piantandolo in asso e andandosene direttamente all'aeroporto, da dove prese un aereo per gli Stati Uniti.
In un'intervista dichiarò di aver avuto più di una segreta passione: quella di diventare scrittore del tipo John Dos Passos o Ernest Hemingway; e quella di fare grandi viaggi negli sconfinati mari del sud.

Con Mina a Fregene nel 1960

Nel cinema interpretò alcuni ruoli degni di nota: ne La rimpatriata (1962) di Damiano Damiani è il ragazzone un po' strafottente che rimette insieme un gruppo di vecchi amici per una serata di evasione, e che si conclude invece con amare riflessioni; ne Il giovedì (1963) di Dino Risi è invece un uomo profondamente irresponsabile, alle prese con il suo improbabile ruolo di padre divorziato. Nel 1966 si fece notare per due interpretazioni molto diverse: quella del balbuziente Silence nel Falstaff, firmato da Orson Welles, e di Sandro, il cinico giornalista che nel film Io, io, io... e gli altri, diretto da Alessandro Blasetti, conduce un'inchiesta sull'egoismo che lo spinge a riflettere sulla propria vita.

Walter Chiari con Maria Grazia Spina nel film La donna degli altri è sempre più bella (1963)

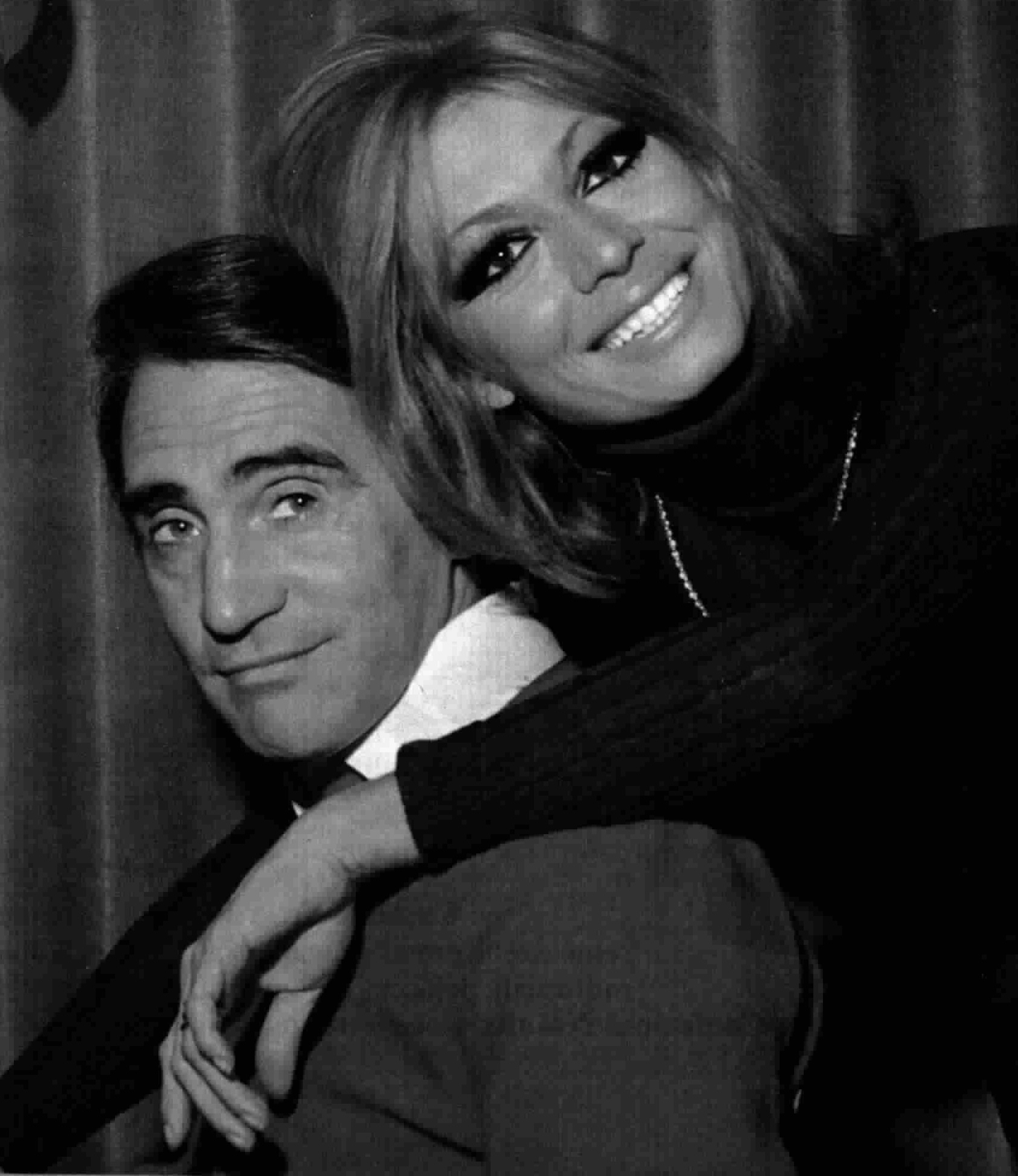
Walter Chiari e Alida Chelli

Nel 1966 venne scelto come attore protagonista per il film australiano Sono strana gente. Il regista Michael Powell volle che fosse Walter Chiari a interpretare Nino Culotta, un giornalista italiano emigrato a Sydney che, pur conoscendo bene la lingua inglese, trova difficoltà di adattamento per il particolare slang australiano e le usanze del posto. Grazie alla grande esperienza teatrale e cinematografica e all'ottima conoscenza della lingua inglese, Chiari fu protagonista di una riuscita prova interpretativa, riscuotendo un enorme successo di pubblico e di critica. Durante le riprese del film conobbe Alida Chelli e iniziò con lei una lunga e travagliata relazione che fu protagonista delle copertine dei settimanali. I due si sposarono nel 1969: mentre Alida era impegnata nelle riprese dello sceneggiato televisivo Giocando a golf una mattina, ricevette una telefonata da Sydney da Walter, che nella città australiana stava girando il film Squeeze a Flower, e che le disse «Sono vestito da frate davanti a una fontana, se accetti di sposarmi mi ci butto dentro!». Due giorni dopo le nozze vennero celebrate in una chiesa di Sydney. I due divorziarono nel 1972, dopo aver avuto un figlio, Simone.

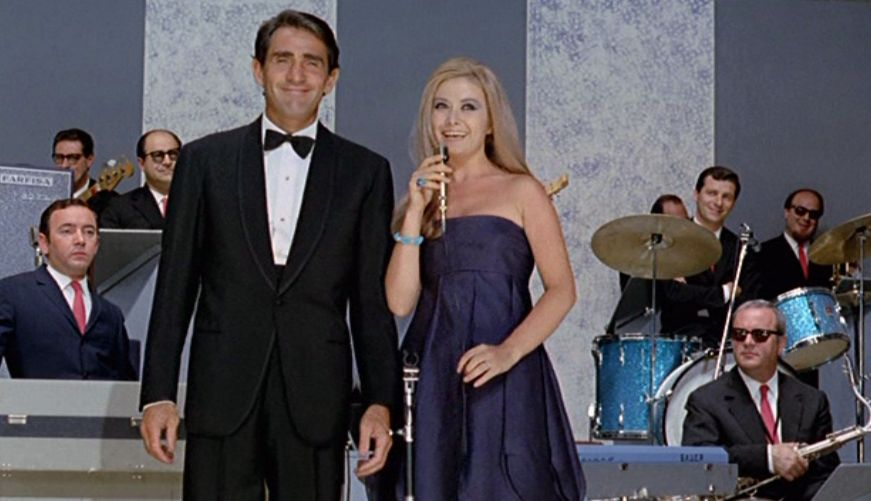
Walter Chiari con Paola Quattrini in una scena de La più bella coppia del mondo (1967)

Walter Chiari presentatore di Canzonissima (1968)

Nel 1968, condusse una delle più fortunate edizioni televisive di Canzonissima, in trio con Mina e Paolo Panelli. Nel 1969 invece, fu protagonista con la moglie Alida Chelli del giallo-rosa Geminus, sceneggiato televisivo in sei puntate diretto da Luciano Emmer. Tuttavia, il suo vizio di dilungarsi nei monologhi televisivi anche per decine di minuti, non rispettando i tempi e "sforando" i palinsesti delle trasmissioni, gli procurò non pochi guai alla Rai.

### Anni settanta e ottanta
Il 20 maggio 1970, mentre si stava recando negli studi radiofonici della Rai per registrare una puntata del programma Speciale per voi, venne arrestato con l'accusa di consumo e spaccio di cocaina; restò in carcere a Regina Coeli per 98 giorni tra maggio e agosto 1970, venendo scarcerato solo dopo aver pagato una cauzione di tre milioni di lire. Assieme a lui fu arrestato anche Lelio Luttazzi, fino ad allora suo caro amico e collega, a cui Chiari mesi prima aveva chiesto di telefonare a Lelio Bettarelli, omettendo di rivelargli che l'interlocutore era il proprio spacciatore
. L'anno seguente fu processato, difeso dagli avvocati De Simone e Sabatini, e venne prosciolto dall'accusa di spaccio e condannato con la condizionale per il reato di detenzione di sostanze stupefacenti per uso personale.
Nel 1973 partecipò allo spettacolo musicale L'appuntamento, insieme a Ornella Vanoni. Emarginato dalla Rai e ignorato dai produttori teatrali, gli venne inaspettatamente offerta l'opportunità di tornare alla ribalta nell'estate del 1974 da Paolo Pillitteri, allora giovane assessore alla Cultura del Comune di Milano, che gli offrì di partecipare a una serata nell'ambito della serie di spettacoli Vacanze a Milano, patrocinati dall'amministrazione milanese. Sempre nel 1974, per l'editore SIPIEL di Milano, pubblicò un libro, Quando spunta la luna a Walterchiari, che egli stesso nella copertina definì "semiromanzo quasibiografico".
Nel 1972 torna al cinema diretto dal regista statunitense Terence Young nel mafia-movie Joe Valachi - I segreti di Cosa Nostra e nel 1975 recita al fianco di Catherine Deneuve nella commedia francese Due prostitute a Pigalle.
Per tutto il decennio appare in numerosi film ascritti al genere della commedia erotica all'italiana come Amore mio, non farmi male; Son tornate a fiorire le rose; La banca di Monate, spesso al fianco di Gino Bramieri e Valentina Cortese, che pur campioni di incasso non incontravano il favore della critica.
Tra il 1977 e il 1978 condusse A mezzanotte va... su Tele Alto Milanese, quindi Walter Chiari di sera sull'emittente pavese Tele Monte Penice e in seguito Ciao, come stai? nel 1980 e Mezzogiorno di gioco nel 1986 su Antenna 3 Lombardia, quest'ultimo insieme alla giovane Patrizia Caselli, con la quale già dal 1979 faceva coppia anche nella vita. A Genova nel 1975, durante lo spettacolo "Chiari di luna", pronunciò una battuta con le parole seguenti Quando fu appeso per i piedi a Piazzale Loreto, dalle tasche di Mussolini non cadde nemmeno una monetina. Se i nuovi reggitori d'Italia avessero subito la stessa sorte, chissà cosa uscirebbe dalle tasche di lorsignori! scatenando dissensi e contestazioni dei giornalisti politicamente militanti, che su diverse testate di stampa nazionale manifestarono a Chiari tutta la loro contrarietà per tale battuta.
Il 24 giugno del 1978 fu protagonista nella prima parte dello spettacolo che segnò l'attesissimo ritorno sulle scene di Mina al teatro-tenda Bussoladomani, in Versilia. Nello stesso anno tornò al teatro leggero con la commedia di Paolo Mosca Hai mai provato nell'acqua calda? in cui aveva come partner Ivana Monti. Nel 1982, sempre con la Monti, riportò in scena Il gufo e la gattina, curandone anche la regia teatrale.
Tra il 1979 e il 1981 si collocano le sue ultime partecipazioni di rilievo in Rai dove, coadiuvato da Augusto Martelli, condusse la trasmissione Una valigia tutta blu. Nello stesso anno, il 7 dicembre, gli venne conferita dal sindaco di Milano, Carlo Tognoli, la benemerenza civica della città. Nel 1981 fu nel cast della seconda edizione del programma Fantastico.
Nell'estate del 1985 venne accusato - nell'ambito di quello che sarebbe divenuto il maxiprocesso alla Nuova Camorra Organizzata - insieme al cantautore Franco Califano dal camorrista pentito Giovanni Melluso (lo stesso accusatore di Enzo Tortora) di aver trattato l'acquisto di rilevanti partite di droga, ma venne prosciolto in istruttoria. Soltanto nel 1986 venne riabilitato dal mondo dello spettacolo grazie al teatro di prosa, al quale ritornò interpretando il personaggio dell'avvocato Lattes in un adattamento de Gli amici di Arnold Wesker, e al programma televisivo della Rai in sette puntate Storia di un altro italiano, biografia diretta da Tatti Sanguineti. Nel 1986, nell'ambito delle celebrazioni per Firenze capitale europea della cultura, riprese la collaborazione con l'amico Renato Rascel, con il quale interpretò Finale di partita di Samuel Beckett per la regia di Giuseppe Di Leva.. Nel 1987 Ugo Gregoretti, allora direttore del Teatro Stabile di Torino, lo chiamò per interpretare Il critico di Richard Sheridan e tra il 1988 ed il 1989 Six heures au plus tard di Marc Terrier, in cui recitava assieme a Ruggero Cara.

### Ultimi anni e morte
All'inizio del 1990, Chiari ripropose Il gufo e la gattina, stavolta insieme a Lory Del Santo. Tornò anche al cinema, con il film Romance di Massimo Mazzucco, per il quale fu candidato alla Coppa Volpi, come migliore attore, alla Mostra del Cinema di Venezia; ebbe anche il ruolo di Tonio nei Promessi sposi di Salvatore Nocita, e interpretò poi il suo ultimo film, Tracce di vita amorosa.
L'ultima trasmissione televisiva a cui partecipò fu, in qualità di ospite, A pranzo con Wilma su Telemontecarlo, con Wilma De Angelis; la puntata, registrata il 18 dicembre 1991, sarebbe dovuta andare in onda il 25 dicembre successivo, ma non fu mai trasmessa. Pertanto la sua ultima apparizione televisiva dell'epoca fu a Domenica Italiana, trasmissione televisiva condotta da Paolo Bonolis, il 10 novembre 1991; in quell'occasione si rese protagonista di una gag con il conduttore in cui, mentre la trasmissione volgeva al termine con i consueti titoli di coda, Chiari non accennava a smettere di parlare, e a nulla valsero i tentativi di Bonolis di interrompere il suo discorso; la gag fu raccontata dallo stesso Bonolis, in occasione dell'edizione estiva di Cortina InConTra 2011, dove fu mostrato il video con gli ultimi tre minuti di quella trasmissione, tra le risate del pubblico, dello stesso Bonolis e del conduttore dell'evento Marino Bartoletti.
Negli ultimi anni l'attore cominciò ad avere problemi cardiaci e, già nel 1988, fu ricoverato per un'ischemia miocardica, che fu comunque risolta in pochi giorni. Chiari subì anche due piccoli interventi chirurgici per un'ernia inguinale, nel gennaio 1990 e ai primi di dicembre 1991, venendo sempre dimesso qualche giorno dopo. Il 18 dicembre 1991, Chiari si sottopose anche ad un check-up medico al policlinico San Matteo di Pavia, che lo dichiarò in buona salute. La sera del 19 dicembre si recò presso il Teatro di Porta Romana per vedere lo spettacolo del suo amico e collega Gino Bramieri e avrebbe dovuto proseguire la serata a cena con l'impresario teatrale Libero Zibelli, suo amico da oltre vent'anni, che però non lo vide arrivare.
Secondo il custode del residence dove viveva abitualmente da solo dopo la separazione da Patrizia Caselli, l'Hotel Siloe in via Cesari del quartiere Niguarda, periferia di Milano, Chiari rientrò verso l'1:30 circa di notte, apparentemente in buone condizioni, e chiedendo la sveglia per l'indomani. Tuttavia, alla mattina del 20 dicembre, non ricevendo risposte né dall'appartamento, né alle insistenti telefonate di amici e parenti, a mezzogiorno si decise di entrare in camera dove l'attore fu trovato morto, ancora vestito dalla sera prima, seduto in poltrona davanti al televisore acceso. La causa del decesso fu indicata in un infarto miocardico. Fu eseguita un'autopsia, quindi organizzati velocemente i funerali, che si svolsero il 21 dicembre presso la chiesa di San Pietro in Sala, vicino al Teatro Nazionale dove l'attore spesso si esibiva quando recitava a Milano, e vi parteciparono più di tremila persone. La sua tomba fu collocata nel Civico Mausoleo Palanti, presso il cimitero monumentale di Milano.
Nonostante la causa certa della morte, e nonostante il parere contrario dei parenti, nel 1995 fu ordinata la riesumazione del cadavere di Chiari per un'analisi tossicologica approfondita dovuta ad un'inchiesta a carico di Pierantonio Bettelli, ex fisioterapista dell'attore, indagato per trattamenti farmacologici non autorizzati presso una clinica di Bergamo, dove Chiari era solito recarsi. Nel 1996 la magistratura archiviò il caso, facendo così cadere l'accusa di omicidio colposo per il fisioterapista.
Dopo la morte, l'attore fu relativamente dimenticato dai media. Nel 2001 fu ricordato in un breve passaggio sulla Rai. La sua memoria fu portata avanti dal figlio Simone, quando nel 2011 fu istituito il premio "Walter Chiari - Il Sarchiapone", dedicato a giovani comici emergenti, e nel 2012 fu prodotto il film TV Walter Chiari - Fino all'ultima risata, che ripropone le tappe di vita dell'artista.
Sono stati intitolati a lui il teatro comunale di Cervia, alcune vie italiane (a Roma, ad Andria) e a Milano un piccolo parco nei pressi di via Cerkovo, nel quartiere della Bovisasca.

## Vita privata
È stato il padre del conduttore televisivo Simone Annicchiarico, nato dall'unione con l'attrice Alida Chelli.

## Filmografia

### Cinema
- Vanità, regia di Giorgio Pàstina (1947)
- Che tempi!, regia di Giorgio Bianchi (1948)
- Totò al Giro d'Italia, regia di Mario Mattoli (1948)
- Quel fantasma di mio marito, regia di Camillo Mastrocinque (1950)
- L'inafferrabile 12, regia di Mario Mattoli (1950)
- I cadetti di Guascogna, regia di Mario Mattoli (1950)
- Abbiamo vinto!, regia di Robert Adolf Stemmle (1951)
- Arrivano i nostri, regia di Mario Mattoli (1951)
- È l'amor che mi rovina, regia di Mario Soldati (1951)
- Il padrone del vapore, regia di Mario Mattoli (1951)
- Era lui... sì! sì!, regia di Metz e Marchesi (1951)
- O.K. Nerone, regia di Mario Soldati (1951)
- Bellissima, regia di Luchino Visconti (1951)
- Vendetta... sarda, regia di Mario Mattoli (1952)
- Il sogno di Zorro, regia di Mario Soldati (1952)
- Lo sai che i papaveri, regia di Metz e Marchesi (1952)
- 5 poveri in automobile, regia di Mario Mattoli (1952)
- Noi due soli, regia di Marino Girolami (1952)
- L'ora della verità (La Minute de vérité), regia di Jean Delannoy (1952)
- Viva il cinema!, regia di Enzo Trapani (1952)
- Era lei che lo voleva, regia di Marino Girolami e Giorgio Simonelli (1953)
- Viva la rivista!, regia di Enzo Trapani (1953)
- Gli uomini, che mascalzoni!, regia di Glauco Pellegrini (1953)
- Cinema d'altri tempi, regia di Steno (1953)
- Siamo tutti milanesi, regia di Mario Landi (1953)
- Un giorno in pretura, regia di Steno (1953)
- Marsina stretta, episodio di Questa è la vita, regia di Aldo Fabrizi (1954)
- Gran varietà, regia di Domenico Paolella (1954)
- Rosso e nero, regia di Domenico Paolella (1954)
- Accadde al commissariato, regia di Giorgio Simonelli (1954)
- Avanzi di galera, regia di Vittorio Cottafavi (1955)
- Vacanze d'amore, regia di Jean-Paul Le Chanois (1955)
- Nanà, regia di Christian-Jaque (1955)
- Accadde al penitenziario, regia di Giorgio Bianchi (1955)
- Sono un sentimentale, regia di John Berry (1955)
- Io piaccio, regia di Giorgio Bianchi (1955)
- Mio zio Giacinto, regia di Ladislao Vajda (1956)
- Donatella, regia di Mario Monicelli (1956)
- Moglie e buoi, regia di Leonardo De Mitri (1956)
- La capannina, regia di Mark Robson (1957)
- Amore a prima vista, regia di Franco Rossi (1958)
- Buongiorno tristezza, regia di Otto Preminger (1958)
- Festa di maggio, regia di Luis Saslavsky (1958)
- Gli zitelloni, regia di Giorgio Bianchi (1958)
- La ragazza di piazza San Pietro, regia di Piero Costa (1958)
- L'amico del giaguaro, regia di Giuseppe Bennati (1959)
- Parque de Madrid, regia di Enrique Cahen Salaberry (1959)
- Lui, lei e il nonno, regia di Anton Giulio Majano (1959)
- Le sorprese dell'amore, regia di Luigi Comencini (1959)
- I baccanali di Tiberio, regia di Giorgio Simonelli (1960)
- Un dollaro di fifa, regia di Giorgio Simonelli (1960)
- Caccia al marito, regia di Marino Girolami (1960)
- Femmine di lusso, regia di Giorgio Bianchi (1960)
- Vacanze in Argentina, regia di Guido Leoni (1960)
- Un mandarino per Teo, regia di Mario Mattoli (1960)
- Ferragosto in bikini, regia di Marino Girolami (1960)
- La moglie di mio marito, regia di Tony Roman (1961)
- La ragazza sotto il lenzuolo, regia di Marino Girolami (1961)
- Walter e i suoi cugini, regia di Marino Girolami (1961)
- Bellezze sulla spiaggia, regia di Romolo Girolami (1961)
- Mariti a congresso, regia di Luigi Filippo D'Amico (1961)
- I magnifici tre, regia di Giorgio Simonelli (1961)
- Copacabana Palace, regia di Steno (1962)
- I motorizzati, regia di Camillo Mastrocinque (1962)
- Due contro tutti, regia di Antonio Momplet (1962)
- L'attico, regia di Gianni Puccini (1962)
- L'abito non fa il monaco, epis. di Gli italiani e le donne, regia di Marino Girolami (1962)
- Il giorno più corto, regia di Sergio Corbucci (1963)
- La donna degli altri è sempre più bella, regia di Marino Girolami (1963)
- La rimpatriata, regia di Damiano Damiani (1963)
- Obiettivo ragazze, regia di Mario Mattoli (1963)
- Le motorizzate, regia di Marino Girolami (1963)
- Gli imbroglioni, regia di Lucio Fulci (1963)
- Gli onorevoli, regia di Sergio Corbucci (1963)
- Follie d'estate, regia di Carlo Infascelli ed Edoardo Anton (1963)
- Gli eroi del West, regia di Steno (1963)
- Il giovedì, regia di Dino Risi (1964)
- Le tardone, regia di Marino Girolami (1964)
- Se permettete parliamo di donne, regia di Ettore Scola (1964)
- I maniaci, regia di Lucio Fulci (1964)
- Risate all'italiana, registi vari (1964)
- I gemelli del Texas, regia di Steno (1964)
- Här kommer bärsärkarna, regia di Arne Mattsson (1965)
- Colpo grosso ma non troppo, regia di Gérard Oury (1965)
- Sadik, episodio di Thrilling, regia di Gian Luigi Polidoro (1965)
- Made in Italy, regia di Nanni Loy (1965)
- Falstaff, regia di Orson Welles (1965)
- Due oriundi per Cesare, regia di Paolo Bianchini (1965)
- Amore all'italiana, regia di Steno (1966)
- Io, io, io... e gli altri, regia di Alessandro Blasetti (1966)
- Ischia operazione amore, regia di Marino Girolami (1966)
- Sono strana gente (They're A Weird Mob), regia di Michael Powell (1966)
- La più bella coppia del mondo, regia di Camillo Mastrocinque (1967)
- La gelosia, episodio di Capriccio all'italiana, regia di Mauro Bolognini (1968)
- Quei temerari sulle loro pazze, scatenate, scalcinate carriole, regia di Ken Annakin (1969)
- Squeeze a Flower, regia di Marc Daniels (1970)
- Joe Valachi - I segreti di Cosa Nostra, regia di Terence Young (1972)
- Amore mio, non farmi male, regia di Vittorio Sindoni (1974)
- Due prostitute a Pigalle, regia di László Szabó (1975)
- Son tornate a fiorire le rose, regia di Vittorio Sindoni (1975)
- La banca di Monate, regia di Francesco Massaro (1976)
- Cinque furbastri, un furbacchione (Come ti rapisco il pupo), regia di Lucio De Caro (1976)
- Per amore di Cesarina, regia di Vittorio Sindoni (1976)
- Passi furtivi in una notte boia - Zelmaide, regia di Vincenzo Rigo (1976)
- La bidonata, regia di Luciano Ercoli (1977)
- Prete per forza, episodio di Ride bene... chi ride ultimo, regia di Walter Chiari (1977)
- Tanto va la gatta al lardo..., regia di Marco Aleandri (1978)
- Ridendo e scherzando, regia di Marco Aleandri (1978)
- Belli e brutti ridono tutti, regia di Domenico Paolella (1979)
- No, non è per gelosia, episodio di Tre sotto il lenzuolo, regia di Domenico Paolella (1979)
- Romance, regia di Massimo Mazzucco (1986)
- Tracce di vita amorosa, regia di Peter Del Monte (1990)

### Televisione
- Biblioteca di Studio Uno, episodio L'abate Faria (Programma Nazionale, 1964) - serie TV
- Tutto Totò, episodio La scommessa, regia di Daniele D'Anza (Programma Nazionale, 1967) - serie TV
- L'idolo delle scene, regia di Vittorio Cottafavi (1967) - film TV
- Geminus, regia di Luciano Emmer (Secondo Programma, 1969) - serie TV
- I promessi sposi, regia di Salvatore Nocita (Rai 1, 1989) - Serie TV
- Capitan Cosmo, regia di Carlo Carlei (1991, trasmesso su Rai 3 nel 1993) - Film TV

## Doppiatori italiani
- Giulio Panicali in Che tempi!, L'ora della verità
- Gualtiero De Angelis in Vanità
- Stefano Sibaldi in Quel fantasma di mio marito
- Pino Colizzi in Joe Valachi - I segreti di Cosa Nostra

## Teatro
- Allegro di Marcello Marchesi (1948)
- Sogno di un Walter di Carlo Silva e Italo Terzoli, con Walter Chiari, Carlo Campanini, Dorian Gray, Belle Tildy, Irene Aloisi (1951)
- Tutto fa Broadway di Marchesi e Metz, con Walter Chiari, Carmen de Lirio, Carlo Campanini, Lucy D'Albert, Gilda Marino, Belle Tildy (1953)
- Oh quante belle figlie Madama Doré di Walter Chiari e Italo Terzoli, con Carlo Campanini, Bice Valori, Ettore Conti, Anna Sora (1956)
- Buonanotte Bettina di Garinei e Giovannini (1956)
- Il gufo e la gattina di Garinei e Giovannini (1958)
- Un mandarino per Teo di Garinei e Giovannini (1960)
- Luv di Murray Schisgal (1965)
- The Gay Life di Howard Dietz e Arthur Schwartz (1961)
- Hai mai provato nell'acqua calda? di Paolo Mosca, Walter Chiari e Ivana Monti (1978)
- Finale di partita di Samuel Beckett (1986)
- Gli amici di Arnold Wesker (1986)
- Il critico di Richard Sheridan (1987)
- Six heures au plus tard di Marc Terrier (1988)

## Programmi televisivi
- La via del successo (Programma Nazionale, 1958)
- Canzonissima (Programma Nazionale, 1958-1968)
  -  Canzonissima - Lotteria Italia (Programma Nazionale, 1959, 1969) 
  -  La prova del nove (Programma Nazionale, 1966)
- Il teatrino di Walter Chiari (Programma Nazionale, 1959)
- Toast of the Town (CBS, 1961)
- Alta pressione (Secondo Programma, 1962)
- Studio uno (Programma Nazionale, 1962-1963)
- Za-bum (Secondo Programma, 1964)
- I tarocchi (Secondo Programma, 1964)
- Pick up (Programma Nazionale, 1965)
- Cantagiro (Programma Nazionale, 1967)
- Aiuto è vacanza (Programma Nazionale, 1969)
- Un disco per l'estate (Programma Nazionale, 1969)
- Avanti il prossimo! (Programma Nazionale, 1969)
- L'appuntamento (Programma Nazionale, 1973)
- Festival di Sanremo (Programma Nazionale, 1974)
- Totanbot (Programma Nazionale, 1975)
- Io te tu io (Rete 2, 1978)
- Una valigia tutta blu (Rete 1, 1979)
- Facciamo un affare (Telemontecarlo, 1980)
- Ciao come stai? (Antennatre, 1981)
- Fantastico 2 (Rete 1, 1981-1982)
  -  Fantastico 2 - Speciale Lotteria Italia (Rete 1, 1982)
- TV story (Rai 3, 1986)
- Bella d'estate (Rai 2, 1987)

## Varietà radiofonici Rai
- Il baraccone, varietà radiofonico di Francesco Luzi, con Walter Chiari, Valeria Fabrizi e Vittorio Congia, regia di Pino Gilioli, trasmesso tra luglio e agosto (1963)

### Documentari
- D-Day - noi italiani c'eravamo - all'interno il racconto di Walter Chiari e la sua partecipazione ai combattimenti
- Storia di un altro italiano, film biografico a cura di Walter Chiari e Tatti Sanguineti, regia di Tatti Sanguineti (1986)

## Riconoscimenti
- 1947 - Nastro d'argento miglior attore esordiente (Vanità)
- 1986 - Premio Pasinetti miglior attore 43ª Mostra internazionale d'arte cinematografica di Venezia (Romance)
- Il Comune di Cervia gli ha intitolato il Teatro Comunale nel 2018[28]. A Chiari e al celebre Sarchiapone è dedicato il concorso, che si svolge ogni anno nella stessa città, riservato ai comici emergenti. Dal 2006 il premio è rappresentato dal Sarchiapone in ceramica realizzato plasticamente da Francesco Annicchiarico e graffito da Stefano Monteforte, entrambi artisti di Grottaglie.
- Il comune di Andria gli ha dedicato un viale alberato, proprio nella zona in cui abitavano alcuni suoi parenti materni.
- Il comune di Grottaglie gli ha dedicato una strada e celebrato diverse manifestazioni e incontri in suo ricordo, a cui ha partecipato anche il figlio Simone. L'evento è stato oggetto del documentario Il complesso di Walter diretto da Alfredo Traversa e uscito nel 2006.
- Il film del 1996 di Pupi Avati, Festival, è ispirato a Chiari e alla sua mancata vittoria, come miglior attore, alla Mostra del Cinema di Venezia (tra l'altro l'attore che "soffiò" la vittoria a Walter Chiari fu Carlo Delle Piane con un film proprio di Avati, Regalo di Natale).
- Nel 2012 la Casanova Multimedia ha prodotto per conto di Rai Fiction una miniserie televisiva in due puntate, che è andata in onda su Rai 1 in prima serata domenica 26 e lunedì 27 febbraio, dedicata alla vita e alla carriera di Walter Chiari dal titolo Walter Chiari - Fino all'ultima risata. Ad interpretare il celebre comico italiano è l'attore Alessio Boni mentre la regia è stata affidata a Enzo Monteleone.
- Il cantautore Flavio Giurato, fratello del più celebre Luca, ha dedicato a Walter Chiari un brano dell'album Il tuffatore.
- Il Comune di Verona, l'8 marzo 2013, ha posto una targa ricordo all'ingresso di palazzo Zenobio, casa natale di Walter Chiari, situato nel centro storico di Verona, in via Quattro Spade 18.

## Discografia

### Album
- 1961 - The Gay Life (Original Broadway Cast) (Capitol Records – WAO 1560, LP)
- 1963 - Il teatrino di Walter Chiari vol. 1 (RCA - Edizioni Letterarie, 30 L - 509, LP)
- 1969 - Geminus (Gemelli – GG 10-003, LP)
- 1971 - Stereocomics (RCA Italiana – PSL 10500, LP)
- 1973 - In compagnia di Walter Chiari 1 (Spark, SRLP 262, LP)
- 1973 - In compagnia di Walter Chiari 2 (Spark, SRLP 263, LP)
- 1973 - In compagnia di Walter Chiari (Spark SRLP 262 / 263, 2LP)
- 1974 - In compagnia di Walter Chiari 3 (Spark, SRLP 266, LP)
- 1977 - In compagnia di Walter Chiari 4 (Spark, SRLP 266, LP)
- 1978 - Io tu tu e io (Spark, SRLP 270, LP)
- 1978 - Il Walter più (Orange, RGLP 4004, LP)

### Raccolte
- 1981 - Walter Chiari...ssimo (Record Bazaar – RB296, LP)

### Singoli
- 1961 - I dialoghi degli snob (Television T.V.0001, 7", 33 ⅓) con Sandra Mondaini e Lucio Flauto
- 1963 - Gli eroi del west/La ragazza del saloon (CAM – CA. 2545, 7") - singolo di Gianni Ferrio in cui sul lato a cantano Walter Chiari e Raimondo Vianello
- 1973 - L'alpino del '15-'18 (Parte Iª)/L'alpino del '15-'18 (Parte IIª) (Spark SR 821, 7")
- 1973 - Consoliamoci nel tango/Le donne straniere (Spark SR 823, 7")
- 1974 - La nave dei tartaglioni/La lepre formula uno (Spark SR 826, 7")

## Libri
- Quando spunta la luna a Walterchiari, semiromanzo quasibiografico, Milano, Edizioni Sipiel, 1974.